# モンティ・パイソンの作品
モンティ・パイソンの作品（モンティ・パイソンのさくひん）は、イギリスのコメディグループ、モンティ・パイソンがグループとして制作した作品の一覧。

## テレビ番組

### テレビシリーズ
空飛ぶモンティ・パイソン Monty Python's Flying Circus (1969年-1974年)
モンティ・パイソンが制作した最初の作品。全4シリーズ45話のスケッチ・コメディー番組。
空飛ぶモンティ・パイソン ドイツ版 Monty Python's Fliegender Zirkus (1972年)
パイソンズがドイツ、オーストリア向けに制作した特番。一作目は西ドイツで、二作目はイギリスで制作された。
モンティ・パイソン傑作選 パーソナル・ベスト Monty Python's Personal Best (2006年)
メンバーそれぞれが自選した傑作スケッチを6回に渡って放送、メンバーは出演もした。

### テレビスペシャル
ザ・パイソンズ The Pythons BBC Special (1979年)
映画『ライフ・オブ・ブライアン』チュニジアでのロケ撮影時のインタビュー等で構成したドキュメンタリー。
ベスト・オブ・モンティ・パイソン Parrot Sketch Not Included - 20 Years of Monty Python (1989年)
結成20周年記念に傑作スケッチを抜粋、編集して制作され、スティーブ・マーティンがホストを務めた特番。メンバーもラストに一瞬登場、直後に死去したグレアム・チャップマンの最後の仕事となった。また、タイトルにもある通り名スケッチである「死んだオウム」は収録されていない。
ライフ・オブ・パイソン Life of Python (1990年)
インタビューやパイソン結成前のものも含むスケッチで構成された結成20周年のドキュメンタリー番組。チャップマンの葬儀の様子も放映された。
イン・アスペン Monty Python Live At Aspen (1998年)
「U.S.コメディ・アーツ・フェスティバル」でのトーク・ステージの模様を収録。1989年に死去したグレアム・チャップマンも「遺灰」として登場したが、テリー・ギリアムにぶちまけられた。
パイソン・ナイト Python Night - 30 Years of Monty Python (1999年)
結成30周年記念特番。ドキュメンタリー、映画『ライフ・オブ・ブライアン』のテレビ放送等に加えメンバーによる新作スケッチも収録。

## 映画

### 劇場用作品
モンティ・パイソン・アンド・ナウ And Now for Something Completely Different (1971年)
テレビシリーズの傑作スケッチを再撮影して制作された劇場用映画第1作。
モンティ・パイソン・アンド・ホーリー・グレイル Monty Python and the Holy Grail (1975年)
「アーサー王と円卓の騎士」をテーマに制作された初のオリジナル映画。
ライフ・オブ・ブライアン Monty Python's Life of Brian (1979年)
「聖書」をテーマにした問題作。
モンティ・パイソン・ライブ・アット・ザ・ハリウッド・ボウル Monty Python Live at the Hollywood Bowl (1982年)
1980年の同名ライブの記録映画。
人生狂騒曲 Monty Python's the Meaning of Life (1983年)
「誕生、生命、死」をテーマにした映画。メンバー6人そろって制作された最後の作品。

### その他の作品
Monty Python Montreux Special (1971年)
テレビシリーズを「テレビ界のカンヌ」モントルーフェスティバル出品用に編集したもので、シルヴァー・ローズ賞を獲得した短編作品。メンバーの海外進出への最初の足掛かりとなった。ジョン・クリーズによる新たなリンクが追加されていた。
Euroshow 71 - May Day Special (1971年)
ユーロショー出品用に制作され、見事受賞したショートフィルム。「五月祭」をテーマにしており、大半は撮り下ろしであるが、当時未放映の第3シリーズを含むテレビシリーズの素材も使用されている。

## 舞台

### ライブ
Lanchester Arts Festival (1971年1月 - 2月)
コベントリーでの3日間公演で、パイソンズとしての初ステージとなった。
The Great Western Pop Festival (1972年5月)
ランカシャーでの4日間公演。クリーズ、ジョーンズ、ペイリンが3日目にパイソンズとして参加した。
Monty Python's First Ferewell Tour (イギリス公演 - 1973年5月、カナダ公演 - 1973年6月)
パイソンズ初の単独ツアー。サウサンプトンを皮切りに13都市で30公演を行った。ニール・イネスとキャロル・クリーヴランドも参加、2人はその後の全てのライブに参加している。その後一行はすでにテレビシリーズが放送されていたカナダへ渡り主要都市を回ったが、こちらはあまり成功しなかった。
Monty Python Live at Drury Lane (1974年2月 - 3月)
ロンドンのシアター・ロイヤル(ドルリー・レーン)での4週間公演。イギリスではのちにレコード化された。
Monty Python Live at City Center (1976年4月 - 5月)
ニューヨーク、マンハッタンにおける3週間公演。「木こりの歌」のバックコーラスとしてジョージ・ハリスン、ハリー・ニルソンがゲスト出演した回もあった。アメリカではのちにレコード化された。
モンティ・パイソン・ライブ・アット・ザ・ハリウッド・ボウル Monty Python Live at the Hollywood Bowl (1980年9月)
映画『人生狂騒曲』の脚本執筆が息づまる中、気分転換にとクリーズの提案で行われたハリウッド・ボウルでの4日間公演。6人そろっての最後のライブとなり、これまでのライブの集大成ともいえる出来となった。ライブフィルムはのちに劇場用映画として編集、1982年に公開された。
モンティ・パイソン 復活ライブ! Monty Python Live (mostly) (2014年7月)
結成45周年を記念してロンドン・The O2で開かれたライブ。世界各国に中継放送されたほか、日本ではNHKが録画放送した。後にディスク化もされた。

### ミュージカル等
スパマロット Monty Python's Spamalot (2005年 - )
アイドルがプロデュースし2005年にブロードウェイで初演されたミュージカル。映画『モンティ・パイソン・アンド・ホーリー・グレイル』を基にしている。
ノット・ザ・メシア Monty Python's Not the Messiah (He's a Very Naughty Boy) (2007年 - )
アイドルがプロデュースしたコメディ・オラトリオ。映画『ライフ・オブ・ブライアン』を基にしており、2007年に初演された。2009年にはパイソンズ結成40周年記念の特別公演が行われ、メンバーも出演した。

## ディスコグラフィ

### アルバム
Monty Python's Flying Circus (1970年)
テレビ第1シリーズから抜粋された傑作スケッチをBBCでライブ収録、BBCレコーズからリリースされたパイソンズのファーストアルバム。英国盤と米国盤でジャケットデザインが異なっている。主な収録スケッチ・楽曲は、「Nudge Nudge (ナッジナッジ)」、「Lumberjack Song (ランバージャック・ソング)」、「Self - Difense (フルーツから身を護る方法)」など。
Another Monty Python Record (1971年)
前作の仕上がりに不安を持ちカリスマ・レコードとアルバム6作の契約をしたパイソンズが制作したセカンドアルバム。ジョーンズとペイリンがプロデュースした。テレビ第2シリーズの傑作スケッチを中心にオリジナルのスケッチも収録、前回思うようにできなかったスケッチ間のリンクによってすべてのスケッチをテレビシリーズ同様にまとめた。英国盤には収録スケッチにちなんだインサートも封入。翌年リリースの米国盤には英国盤の内容にスケッチを1本追加、2本をロングバージョンで収録、リンクの内容も若干異なっている。CDは英米共に米国盤と同一の内容が収録されている。主な収録スケッチ・楽曲は、「Spanish Inquisition (スペイン宗教裁判)」、「World Forum (ワールド・フォーラム)」、「Spam (スパム)」など。
Monty Python's Previous Record (1972年)
テレビ第2シリーズ、第3シリーズ、ドイツ版から抜粋されたスケッチに加え、より多くのオリジナルスケッチで構成されたサードアルバム（カリスマ・レコードからは2枚目）。英国盤の一部にはソノシートも封入された。米国盤は構成が若干変更されている。主な収録スケッチは、「Dennis Moore (デニス・ムーア)」、「Argument Clinic (討論教室)」、「A Fairy Tale (幸福の国物語)」など。楽曲は、「Eric the Half a Bee (半分の蜂、エリック)」、「We Love the Yangste (ウィ・ラヴ・揚子江)」などが収録されている。
The Monty Python Matching Tie and Handkerchief (1973年)
テレビシリーズのスケッチも含みつつ、ほとんどが書き下ろしのオリジナルスケッチで占められているカリスマ・レコードからの3枚目のアルバム。初回盤はB面に2重の溝が掘られている世界初の3面レコードとしてリリースされた。米国では1975年に契約を結んだアリスタ・レコードからジャケットデザインを変更してリリースされた。主な収録スケッチ・楽曲は、「Cheese Shop (チーズ・ショップ)」、「Philosophers' Song (哲学者の歌)」、「Background to History」など。
Monty Python Live at Drury Lane (1974年)
1974年2月のロンドン公演の内容を収録したライブアルバム。当初はイギリスのみのリリースで、パイソンズ初のトップ20ヒットを記録した。
The Worst Best... Monty Python (1974年)
米国盤「Another Monty Python Record」と「Monty Python's Previous Record」のカップリング盤。
The Album of the Soundtrack of the Trailer of the Film of Monty Python and the Holy Grail (1975年)
映画『モンティ・パイソン・アンド・ホーリー・グレイル』のサントラ盤。映画に使用された楽曲やスケッチの他、スタジオで新録された書き下ろしのスケッチも多数収録された。
The Worst of Monty Python (1976年)
「The Worst Best... Monty Python」の再発版。
Monty Python Live at City Center (1976年)
アリスタ・レコードが「Drury Lane」に代わる作品として急遽リリースしたライブアルバム。1976年4月のニューヨーク公演の模様が収録された。
The Monty Python Instant Record Collection (英国盤 – 1977年、米国盤 - 1981年)
当初は英国のみでのリリースだったパイソンズ初のベストアルバム。「Another Monty Python Record」収録時のアウトテイクから1本が初収録された。初回プレス盤のジャケットは組み立て式で、タイトル通りレコード・コレクションが出来上がる特殊仕様である。
米国では1981年にリリース。内容、ジャケットデザインが共に英国盤と異なっている。
Monty Python's Life of Brian (1979年)
映画『ライフ・オブ・ブライアン』のサントラ盤。映画の内容を編集し短縮、チャップマンとアイドルによる新録のリンクシークエンスでまとめてある。楽曲としては、オープニング曲「Brian Song」のほか、のちにシングル盤が大ヒットした「Always Look on the Bright Side of Life」が収録されている。
Monty Python examines "The Life of Brian" (1979年)
チャップマン、アイドル、ジョーンズ、ペイリン、ジョージ・ハリスンのインタビューと、サントラからの抜粋で構成したプロモーション用アルバム。
Monty Python's Contractual Obligation Album (1980年)
パイソンズ結成前に書かれたいくつかのスケッチと、『ライフ・オブ・ブライアン』の未発表スケッチを除きほぼすべてを書き下ろしのオリジナルスケッチでまとめた最後のオリジナルアルバム。本物のミュージシャンであるアイドルがプロデュースしたこともあり歌物が半分以上を占めていることが特徴である。録音された30トラックのうち24トラックが収録されたが、ジョン・デンバーをネタにした楽曲「Farewell to John Denver」が本人から名誉棄損で訴えられ、2回目のプレス以降は削除されている。そういったこともあり全英チャートで13位を記録するヒットアルバムとなった。収録曲は「Sit on My Face (僕の顔に座って)」、「Henry Kissinger」、「Never Be Rude to an Arab (人種差別の歌)」、「I Like Chinese (僕の大好きな中国人)」、「Medical Love Song」、「Finland (フィンランド)」、「I'm So Worried」、「I Bet You They Won't Play This Song on the Radio」、「Decomposing Composers (偉大なる作曲家)」、「All Things Dull and Ugly」など。
The Hastily Cobbled Together For A Fast Buck Album (未発表、1981年)
「Monty Python's Contractual Obligation Album」録音時に没になったトラックや別バージョンで構成、パイソン以外の作品向けに書かれたスケッチの焼き直しもみられる未発表作品集であるが、未発表に終わった。
Monty Python's Meaning of Life (1983年)
映画『人生狂騒曲』のサントラ盤。映画に使用され楽曲、スケッチに加え、スタジオで新録されたリンクシークエンスで構成されている。楽曲としては、「The Meaning of Life (人生の意味)」、「Every Sperm Is Secrid (全ての精子は神聖なり)」、「The Galaxy Song (銀河系の歌)」、「Christmas in Heaven (天国のクリスマス)」が収録されている。
Monty Python's The Final Rip Off (1988年)
2枚組のベストアルバム。全トラックがリミックスされ、ペイリンによる新たなリンクも追加された。LPと同時にCDも発売された。
Monty Python Sings (1989年)
結成20周年を記念し、歌物25曲を集めて編集されたベストアルバム。未発表曲が1曲、スタジオバージョンを1曲、2曲を新録、2曲をロングバージョンで収録してある。LPはイギリスのみでの発売。同時にCDがリリースされた。
The Ultimate Monty Python Rip Off (1994年)
結成25周年記念にリリースされた新ベスト。
The Instant Monty Python CD Collection (1994年)
「The Ultimate Monty Python Rip Off」と共に発売されたCDボックス。英オリジナル・アルバム8枚の内容をCD6枚に収録、ブックレットをセットにしたもの。
Lust for Glory (1995年)
パイソンズ結成25周年記念イベント用にギリアムが制作したアートワークを使用した、上記ボックスのプロモーション用コンピレーション・アルバム。
Monty Python's Spamalot – Original Broadway Cast (2005年)
ミュージカル「スパマロット」の楽曲を収録。

### シングル他
- Flying Sheep / Man With Three Bottocks (未発表、1970年)
- The Lumberjack Song / Children's Stories ; Flying Sheep (カナダ - 1970年)
- Spam Song / The Concert (1972年)
- The Least Bizarre Bits of Monty Python's Comedy Album (1972年 - コンパクト盤)
- Eric the Half a Bee / The Yangtse Song (1972年)
- Teach Yourself Heath (1972年)
- Monty Python's Tiny Black Round Thing : Live Near Alf's CafF, Drury Lane (1974年)
- Lumberjack Song / Spam Song (1975年)
- Monty Python In - Store Commercial (1975年)
- The Single / Cheese Shop (1975年)
- Python on Song (1976年)
- Always Look on the Bright Side of Life / Brian Song (1979年)
- I Like Chinese / I Bet You They Won't Play This Song on the Radio ; Finland (1980年)
- I Bet You They Won't Play This Song on the Radio / Sit on My Face ; Farwell to John Denver (1980年)
- Galaxy Song / Every Sperm Is Sacred (1983年)
- Always Look on the Bright Side of Life (Edit) / Brian Song (1988年)
- Always Look on the Bright Side of Life (Edit) (1989年)
- Always Look on the Bright Side of Life / I'm So Worried ; I Bet You They Won't Play This Song on the Radio (1991年)
- Always Look on the Bright Side of Life / I'm So Worried / I Bet You They Won't Play This Song on the Radio / Holzfaller Song (1991年)
- Galaxy Song / Christmas In Heaven ; Look on the Bright Side of Life (1991 version) (1991年)
- I Like Chinese / Brian Song ; Galaxy Song (1992年)
- Spam Song / Lumberjack Song (1994年)

両面同曲のプロモーション用シングル
- Eric the Half a Bee / Eric the Half a Bee (1972年)
- The Single / The Single (1975年)
- Always Look on the Bright Side of Life / Always Look on the Bright Side of Life (1979年)
- I Bet You They Won't Play This Song on the Radio / I Bet You They Won't Play This Song on the Radio (1980年)

## 書籍
Monty Python's Big Red Book (1971年)
アイドルがプロデュースした。テレビシリーズに使われた素材を書籍という媒体で表現したもの。タイトルに反して表紙は青である。
The Brand New Monty Python Bok (1973年)
アイドルのプロデュースによるパイソン本の第2弾。テレビシリーズ以外にオリジナルの素材も使用している。中身は2色刷りであるが、表紙に4色刷りで指の手垢の跡が印刷されているというパイソンズらしい演出がなされている。また、ハードカバー版はカバーを取るとエロ本風の表紙が現れるようになっている。1974年にはペーパーバック版の「The Brand New Monty Python Papperbok」が販売された。
Monty Python and the Holy Grail (Book) (1977年)
映画『モンティ・パイソン・アンド・ホーリー・グレイル』の初稿、未公開シーンも含む最終稿、スチール写真、ギリアムによるデザイン画、予算・経費を記したメモなどが収録されている。初版は黒地にタイトルを記したもの、以降はスチールを使用したものが表紙となっている。
The Life of Brian of Nazareth/MONTYPYTHONSCRAPBOOK (1979年)
両面表紙の大型本で、片側は映画『ライフ・オブ・ブライアン』の未公開シーンも含む脚本やスチール写真、もう片側の「スクラップブック」はアイドルのプロデュースによる雑多なネタを収録している。前者のみを収録したペーパーバックの小型本「The Life of Brian」も販売された。
Monty Python's the Contractual Obligation Songbook (1980年)
同名アルバムの楽譜集。
The Complete Works of Shakespeare and Monty Python: Vol. 1 – Monty Python (1981年)
「Monty Python's Big Red Book」と「The Brand New Monty Python Bok」の合本。
Monty Python's The Meaning of Life (1983年)
映画『人生狂騒曲』の未公開シーンも含む脚本やスチール写真、ギリアムによるデザイン画などが収録されている。
The Monty Python Gift Boks (1986年)
「Monty Python's Big Red Book」と「The Brand New Monty Python Bok」をギフト用ポスターで挟んだもの。
Monty Python's Flying Circus : Just the Words (1990年)
1989年に発売された「Monty Python's Flying Circus : Just the Words Volume One」と「 - Volume Two」の合本。前者にはテレビシリーズの第1話から第23話を、後者には第24話から最終話までのアニメ部分を除く脚本を収録したもの。米版のタイトルは「The Complete Monty Python's Flying Circus : All the Words, Volume 1」と「 - Volume 2」。
The Fairly Incomplete & Rather Badly Illustrated Monty Python Songbook (1995年)
アルバムに収録された曲やテレビシリーズで使用された曲の歌詞と楽譜をギリアムのアートワークやスチール写真と共に編集したもの。イギリスで発売されたハードカバー版にはCDが付属していた。
Monty Python's Fliegender Zirkus : Samtliche Deutschen Shows (1998年)
ドイツでのみ発売された、テレビドイツ版の脚本を収録したもの。
A Pocketful of Python
結成30周年を記念して出版されたポケットサイズのシリーズ。各メンバーのお気に入りスケッチを収録。
- A Pocketful of Python, picked by Terry Jones (1999年)
- A Pocketful of Python, picked by John Cleese (2000年)
- A Pocketful of Python, picked by Terry Gilliam (2001年)
- A Pocketful of Python, picked by Michael Palin (2001年)
- A Pocketful of Python, hand-picked by Eric Idle (2002年)

The Pythons (2005年)
パイソンメンバーへのインタビューやスチール写真で構成した伝記本。

## ソフトウェア
Monty Python's Flying Circus: The Computer Game (1991年)
ガンビーの失われた4つの脳を取り戻すという設定のコンピューターゲーム。テレビシリーズの素材が使用されている。
Monty Python's Complete Waste of Time (1994年)
「7th Level」発売。Windows版のCD-ROMゲーム。テレビシリーズのイメージを使用。ギリアム、アイドル、ジョーンズ、ペイリンが新たに素材を提供、オリジナルの新曲も収められている。宇宙飛行士アンディ・トーマスは宇宙へこのゲームを持参したという。
Monty Python's Flying Circus Desktop Pythonizer (1994年)
壁紙、スクリーンセーバーなどを収録。
Live(Life) With(Out) Monty Python (1994年)
楽曲15曲、スケッチ2本を4か国語の字幕で視聴できるCDインタラクティブ。
Monty Python's More Naughty Bits (1994年)
傑作スケッチを4か国語の字幕で視聴できるCDインタラクティブ。
Monty Python's Invasion from the Planet Skyron (1995年)
スケッチに関する9つのゲームができ、クリアするとそのスケッチを視聴できるようになっている。
モンティ・パイソンのHoly Grail Monty Python & the Quest for the Holy Grail (1996年)
「7th Level」発売。Windows、Mac版のCD-ROM。アイドルのプロデュースによる、映画『ホーリー・グレイル』のイメージを使用したアドベンチャーゲーム。隠しコマンドも多く、映画未発表の素材も視聴できる。米初回盤はメンバーのサイン入りの特別版。日本ではポニーキャニオンからオリジナル吹替えメンバーによる日本語版で発売された。
Monty Python's The Meaning of Life (1997年)
「7th Level」発売。Windows、Mac版のCD-ROM。『人生狂騒曲』のイメージを使用した2枚組のアドベンチャーゲーム。メンバー5人の所有する素材がふんだんに使用されている。